# Bulbophyllum solteroi
Bulbophyllum solteroi är en orkidéart som beskrevs av Roberto González Tamayo. Bulbophyllum solteroi ingår i släktet Bulbophyllum och familjen orkidéer. Inga underarter finns listade i Catalogue of Life.